# Toby Kebbell
Tobias Alistair P. "Toby" Kebbell, född 9 juli 1982 i Pontefract, Yorkshire, Storbritannien, är en engelsk skådespelare.

## Filmografi
- 2000 – Läkarna på landet (TV-serie)
- 2004 – Dead Man's Shoes
- 2004 – Alexander
- 2005 – Match Point
- 2006 – Wilderness
- 2006 – Born Equal
- 2007 – Control
- 2007 – The Street (TV-serie)
- 2008 – RocknRolla
- 2009 – Chéri
- 2010 – Prince of Persia: The Sands of Time
- 2010 – Trollkarlens lärling
- 2010 – The Conspirator
- 2011 – The Veteran
- 2011 – Black Mirror (TV-serie)
- 2011 – War Horse
- 2012 – Wrath of the Titans
- 2013 – The East
- 2013 – The Escape Artist (TV-serie)
- 2014 – Apornas planet: Uppgörelsen
- 2015 – Fantastic Four
- 2015 – Buddha's Little Finger
- 2016 – Warcraft
- 2016 – Ben-Hur
- 2016 – Sju minuter efter midnatt
- 2016 – Gold
- 2017 – Kong: Skull Island
- 2020 – Bloodshot